# The Fighting Roosevelts
Pour plus de détails, voir Fiche technique et Distribution.
The Fighting Roosevelts est un film américain réalisé par William Nigh et sorti en 1919.

## Synopsis
C'est un film biographique sur le président Theodore Roosevelt (1858-1919), retraçant sa vie depuis son enfance jusqu'à la présidence des États-Unis.

## Fiche technique
- Autre titre : Our Teddy[1]
- Réalisation : William Nigh
- Scénario : Charles Hanson Towne, Porter Emerson Browne
- Production : McClure Productions
- Distribution : First National Exhibitors' Circuit
- Durée : 6 bobines[2]
- Date de sortie : 
  - États-Unis : 19 janvier 1919

## Distribution

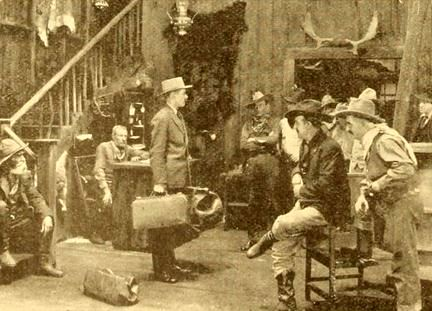
Une scène du film.

- Francis J. Noonan : Theodore Roosevelt (enfant)
- Herbert Bradshaw : Theodore Roosevelt (jeune adulte)
- E.J. Ratcliffe : Theodore Roosevelt (président)